# Contrat de travail unique en France
La mise en place d’un contrat de travail unique en France est un projet défendu par des économistes et des partis politiques français.
Ce projet revient de manière récurrente en France du fait de l'ancienneté et de la complexité de son droit du travail, de la multiplicité des contrats de travail, chaque évolution venant compléter les dispositions antérieures, sans jamais les annuler.
Il vise à mettre fin à l’inégalité entre « insiders » et « outsiders » (voir Théorie des insiders-outsiders).

## Constat
La France serait un des pays au droit du travail le plus complexe : Le code du travail annoté 2015 compte ainsi 2632 pages. Cette complexité se retrouve dans les contrats de travail : selon Alain Dupays, « Il existe en France 38 formes de contrats de travail différents, 27 régimes dérogatoires et une dizaine d'organisations du temps de travail », une complexité dans laquelle les employeurs se perdent selon Geoffroy Roux de Bézieux, président de The Phone House et qui débouche sur le taux de litiges après un licenciement le plus élevé (25,1 %).

## Propositions
Le Rapport Cahuc-Kramarz a défendu l’unification des contrats de travail (chapitre 4).
Des tentatives multiples ont échoué à créer un contrat de travail unique, mais avec des modalités différentes :
- Nicolas Sarkozy et l'UMP en 2007[3] ;
- Alternative libérale, qui prône un « nouveau cadre de contrat, aux grands principes simples et clairs »[4].

## Le projet
Le contrat unique proposé présenterait quatre grandes caractéristiques :
- Le contrat unique serait un CDI, afin de favoriser la continuité dans l’accumulation des droits des salariés, en évitant les effets de rupture entre CDD et CDI. L’ensemble des formes de CDD disparaîtrait, y compris les CDD d’usage.
- En cas de licenciement, les exigences juridiques pesant sur l’entreprise seraient allégées (plus d’obligation de reclassement, interne ou externe, et le juge ne pourrait vérifier l’existence d’un motif économique).
- Cet allègement des exigences juridiques serait compensé par le paiement, au moment du licenciement, d’une indemnité proportionnelle à l’ensemble des salaires versés tout au long du contrat de travail, destinée à la fois au salarié et aux pouvoirs publics[réf. nécessaire].
- Ce contrat faciliterait l'embauche, en facilitant le licenciement.

## Hésitations ou oppositions
Des organisations, syndicales ou non, sont réticentes ou opposées à cette évolution. Pour les organisations œuvrant pour le « progrès social », il doit y avoir simplification en supprimant la majorité des types de contrat mais en gardant un Contrat à durée indéterminée qui donnerait une certaine sécurité d'emploi et un CDD qui ne serait utilisé que dans un cadre plus précis et restreint qu'actuellement. D'autres, sur l'exemple danois, avancent des idées comme la conception des marchés transitionnels du travail. Les organisations syndicales précisent aussi que si le droit du travail est si complexe c'est en grande partie dû aux multiples dérogations aux règles générales, dérogations liées aux pressions exercées par le patronat.
Selon le Conseil d'orientation pour l'emploi (qui regroupe des partenaires sociaux) : « Il est ressorti des débats au sein du groupe de travail que la proposition de contrat unique était une piste parmi d’autres. Elle poursuit des objectifs légitimes mais se heurte à d’importantes contraintes juridiques et ne permettrait pas nécessairement d’atteindre les résultats poursuivis. »